# 2023年环意自行车赛
2023年环意自行车赛是第106届环意自行车赛，于2023年5月6日至28日进行，此次比赛是2023年UCI世界巡回赛的其中一站比赛。最初的比赛线路图于2022年10月公布，共分为21个赛段，起点位于福萨切西亚，期间第13赛段会经过瑞士，终点则位于罗马。第13赛段原本有207公里，后来组委会将路线缩短至199公里，再后来受天气影响，比赛进一步缩短至74.6公里。
总共有来自22支车队的176名运动员参加此次比赛，其中18支为世界职业车队，另外4支则为外卡车队。最终来自珍宝-维斯玛车队的普里莫日·羅格里奇以85小时29分2秒的总成绩夺得该届比赛的总冠军，这是他首次获得环意自行车赛总冠军，同时也是他第四次获得自行车三大环赛总冠军。来自英力士车队的杰兰特·托马斯以14秒之差收获亚军，这是1974年以来环意自行车赛总冠军和总亚军之间的最小时间差。总季军则由来自阿聯酋航空車隊的若昂·阿尔梅达获得。上届比赛总冠军杰伊·辛德利放弃参加该届比赛，以专心备战2023年环法自行车赛。